# 轮基园蛛
轮基园蛛（学名：Araneus circumbasilaris）为园蛛科园蛛属的动物。在中国大陆，分布于北京等地。该物种的模式产地在北京。